# Comité Ejecutivo Central Panucraniano
El Comité Ejecutivo Central Panucraniano (en ucraniano: Всеукраїнський центральний виконавчий комітет, normalmente se lo conoce por el acrónimo ВУЦВК, transliterado: VUTsVK) era un órgano representativo del Congreso Panucraniano de los Soviets. Fue el supremo poder estatal de control legislativo, administrativo y de supervisión de la República Socialista Soviética de Ucrania entre el periodo de sesiones del Congreso de los Sóviets, que existió entre 1917 y 1938. Al principio, esta institución se estableció como el Comité Ejecutivo Central en el Primer Congreso de los Sóviets de Ucrania, con sede en Járkov el 24 y 25 de diciembre de 1917. En el mismo congreso fue elegido el Secretariado del Pueblo de Ucrania.
El 19 de marzo de 1919, el Comité emitió una declaración en la que pasaba la mayor parte de su autoridad al Consejo de Comisarios del Pueblo de la RSS de Ucrania (Sovnarkom), en ese momento encabezado por Christian Rakovski.

## Historia
El Comité fue elegido por primera vez en el 1.º Congreso Panucraniano de los Sóviets el 24 de diciembre de 1917 con el nombre de TsVK. El primer comité contó con 41 miembros, de los cuales 35 eran bolcheviques y cuatro eran Social-Revolucionarios de izquierda. Uno de los miembros, Yujim Medvédev, era del Partido Obrero Socialdemócrata de Ucrania. El comité no duró mucho y, el 18 de abril de 1918, se fusionó con el Secretariado del Pueblo en el Levantamiento Nueve, una especie de Comité Revolucionario.
El Comité Ejecutivo Central fue reanimado una vez más por el 3° Congreso Panucraniano de los Soviets en Járkov, el 10 de marzo de 1919. En la misma sesión del congreso, se adoptó la Constitución de la RSS de Ucrania, que estableció la base legal para el poder soviético en el estado. El comité se denominó VUTsVK (Comité Ejecutivo Central Panucraniano). El nuevo comité era casi el doble de grande mientras que el número de sus miembros seguía creciendo de una convocatoria a otra del congreso. El comité se reorganizó después de la adopción de la Constitución de la RSS de Ucrania de 1937.
En total hubo 14 convocatorias del comité, 12 de las cuales se llevaron a cabo en Járkov. Durante casi 20 años, desde 1919 hasta 1938, el jefe del comité fue Petrovski. Sin embargo, fue eclipsado por líderes del Partido más prominentes como Viacheslav Mólotov, Lázar Kaganóvich, Dmitri Manuilski y otros más. Los otros presidentes del comité sirvieron por menos de un año.

## Estructura

### Presídium
El Presídium sesionaba y trabajaba diariamente en nombre del Comité Ejecutivo Central cuando este último no se reunía. En su primera sesión, el Comité Ejecutivo Central de Ucrania eligió su Presídium. Este convocó las sesiones del Comité Ejecutivo Central de Ucrania, estableció sus órdenes del día, determinó el reglamento de funcionamiento de las comisiones y departamentos, seleccionó y nombró a altos funcionarios del gobierno y del Comité Ejecutivo Central de Ucrania, etc. 
A mediados de marzo de 1919, el Comité Ejecutivo Central de toda la Unión eligió un Presídium de cinco personas (presidido por Grigori Petrovski), aunque la Constitución de la RSS de Ucrania , aprobada el día anterior, aún no preveía dicho órgano. En marzo de 1919, se le otorgó al Presídium el derecho a elaborar proyectos de ley, y en abril comenzó a emitir sus propios decretos. Algunos de ellos fueron aprobados por el Comité Ejecutivo Central de toda la Unión, y la mayoría entraron en vigor sin dicha aprobación. Desde julio de 1919, el Presídium se encargaba de aprobar las decisiones del Consejo de Comisarios del Pueblo , controlar las actividades del gobierno y de los comisariados del pueblo, del Consejo de Defensa Obrera y Campesina de Ucrania, del Tribunal Supremo Revolucionario, gestionar los órganos locales, aprobar los comités revolucionarios, revocar sus decisiones, conceder indultos, etc. Durante el período entre sesiones, el Presídium concentraba en sus manos los poderes de la máxima institución representativa de la RSS de Ucrania, es decir, actuaba en nombre del Comité Ejecutivo Central Panucraniano e incluso del Congreso Panucraniano de los Sóviets. Al mismo tiempo, el Presídium estaba subordinado al Comité Ejecutivo Central Panucraniano y al Comité Central del PCU (b).
El estatus legal del Presídium del Comité Ejecutivo Central Panucraniano se definió inicialmente en el Reglamento “Sobre el Presídium del Comité Ejecutivo Central Panucraniano de los Sóviets”, aprobado por el Comité Ejecutivo Central Panucraniano el 23 de mayo de 1920. Según este, se definía como “el órgano rector encargado de la dirección de todo el trabajo, tanto en el centro como en las zonas rurales”. Se le encomendaba supervisar la implementación de las resoluciones del Comité Ejecutivo Central Panucraniano, comunicarse en su nombre con organismos estatales, organizaciones públicas y ciudadanos, considerar casos de indulto y resolver otros asuntos de acuerdo con el procedimiento de la administración estatal suprema. Se le otorgaba el derecho de aprobar las resoluciones de los Comisarios del Pueblo de la RSS de Ucrania y, en caso necesario, de suspender su implementación, sometiendo el asunto a la sesión más próxima del Comité Ejecutivo Central Panucraniano. Durante el período entre sesiones, el Presídium nombró a los comisarios del pueblo por recomendación de la RNK de la república.
Entre 1921 y 1923, el Presídium estuvo compuesto por entre 25 y 27 personas. La mayoría de los documentos, tanto normativos como no normativos, comenzaron a aprobarse no en las sesiones del Comité Ejecutivo Central Panucraniano, sino en las reuniones del Presídium, pero las disposiciones pertinentes se formularon en nombre del Comité Ejecutivo Central Panucraniano en su conjunto. 

### Diputados
La forma de actividad del Comité Ejecutivo Central de toda la Unión eran las sesiones. Entre ellas, las funciones del máximo órgano del poder estatal en Ucrania eran ejercidas por el Presídium del Comité Ejecutivo Central de toda la Unión. Las sesiones del Comité Ejecutivo Central de toda la Unión eran convocadas por el Presídium: sesiones ordinarias, al menos tres veces al año; sesiones extraordinarias, por iniciativa del Presídium del Comité Ejecutivo Central de toda la Unión, a petición del Comisariado del Pueblo de la RSS de Ucrania o a petición de al menos un tercio de los miembros del Comité Ejecutivo Central de toda la Unión. Los asuntos para su consideración por el Comité Ejecutivo Central de toda la Unión podían ser presentados por su Presídium, el Comisariado del Pueblo de la RSS de Ucrania, así como por miembros individuales del Comité Ejecutivo Central de toda la Unión.

## Presidentes
| Imagen | Imagen | Nombre                         | Inicio-fin                                    | Partido político  |
| ------ | ------ | ------------------------------ | --------------------------------------------- | ----------------- |
|        |        | Yujim Medvédev (1883–1936)     | 24 de diciembre de 1917 – 18 de marzo de 1918 | Partido Comunista |
|        |        | Volodímir Zatonski (1888–1938) | 19 de marzo de 1918 – 18 de abril de 1918     | Partido Comunista |
|        |        | Grigori Petrovski (1878–1958)  | 10 de marzo de 1919 – 25 de julio de 1938     | Partido Comunista |